# 1634
1634 (хиляда шестстотин тридесет и четвърта) година (MDCXXXIV) е:
- обикновена година, започваща в сряда по юлианския календар;
- обикновена година, започваща в неделя по григорианския календар (с 10 дни напред за 17 век).

Тя е 1634-тата година от новата ера и след Христа, 634-тата от 2-ро хилядолетие и 34-тата от 17 век.

## Родени
- 18 октомври – Лука Джордано, италиански художник († 1705 г.)

## Починали
- 25 февруари – Албрехт фон Валенщайн, германски военачалник (* 1583 г.)
- 15 май – Хендрик Аверкамп, нидерландски художник (* 1585 г.)